# Pierre de Caters

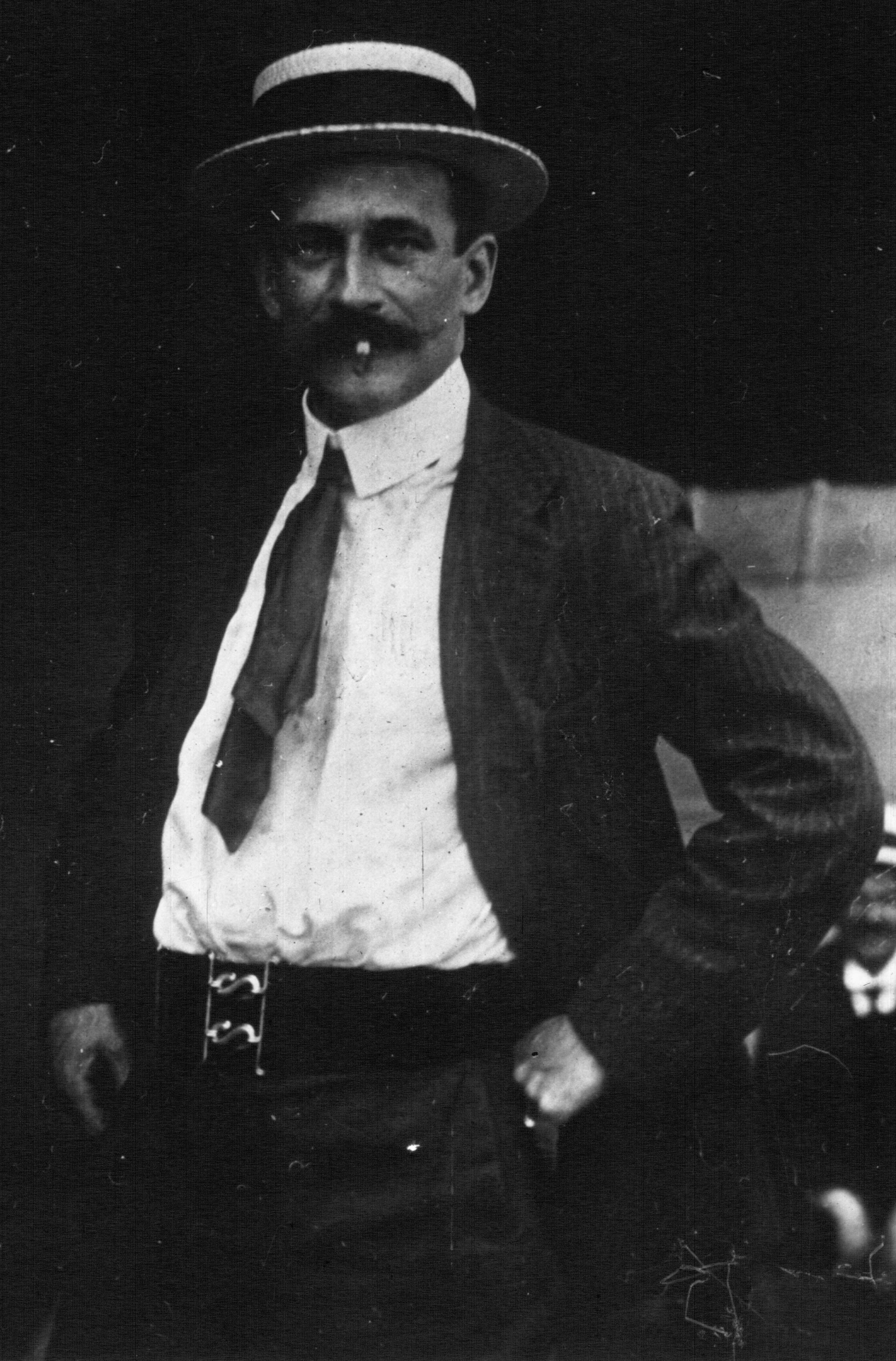

Pierre Henri Marie Amédée Baron de Caters de Bosschaert (Berchem, 25 december 1875 – Parijs, 21 maart 1944) was een Belgische luchtvaartpionier, autocoureur en bootracer. Hij was een van de eerste Belgen die een gemotoriseerde vlucht maakte (in 1908), de eerste met het officiële Belgische vliegbrevet, behaald op 2 december 1909.

## Autoracen
Baron Pierre de Caters was een zoon van baron Pierre Joseph de Caters. Na diens overlijden in 1884 erfde hij de titel baron. Hij woonde op kasteel "Kattenhof" te 's-Gravenwezel dat hij erfde van zijn tante Mathilde in 1901. Op 14 maart 1898 huwde hij met Charlotte Emilie Axeline Catherine de Bosschaert (Antwerpen, 25 november 1872 - Berchem, 26 juli 1960), zij kregen vier kinderen. Na het volgen van een opleiding te Antwerpen volgde hij te Luik een ingenieursopleiding. De Caters had een voorliefde voor snelheid en auto's. Hij bezat vele auto's zoals een De Dion, een Daimler, een Vincke en een Snoeck Bolide. Ook was hij aandeelhouder van H.I.S.A. en liet hij bij FN zijn eigen auto bouwen. Rond 1899 begon hij zijn carrière als autoracer. Zo won hij op 3 september 1901 de Grand-prix van Oostende in een Mors. In 1903 deed hij mee aan de Gordon Bennett Cup, waar hij de lieveling van het publiek werd, maar vlak voor de finish moest opgeven. Op 27 juli 1907 won hij de Ardennes Circuit in Bastenaken. Tot driemaal toe brak hij het wereldsnelheidsrecord op land. In 1901 met 122 km/h, het eerste record met een benzinemotor. In 1903 tijdens de Phoenix Park Speed Trials, met 135 km/h. En op 25 mei 1904 bracht hij in Oostende het record op 156 km/h, in een Mercedes-Simplex. Alleen dit laatste record werd internationaal officieel erkend.

## Vliegenier

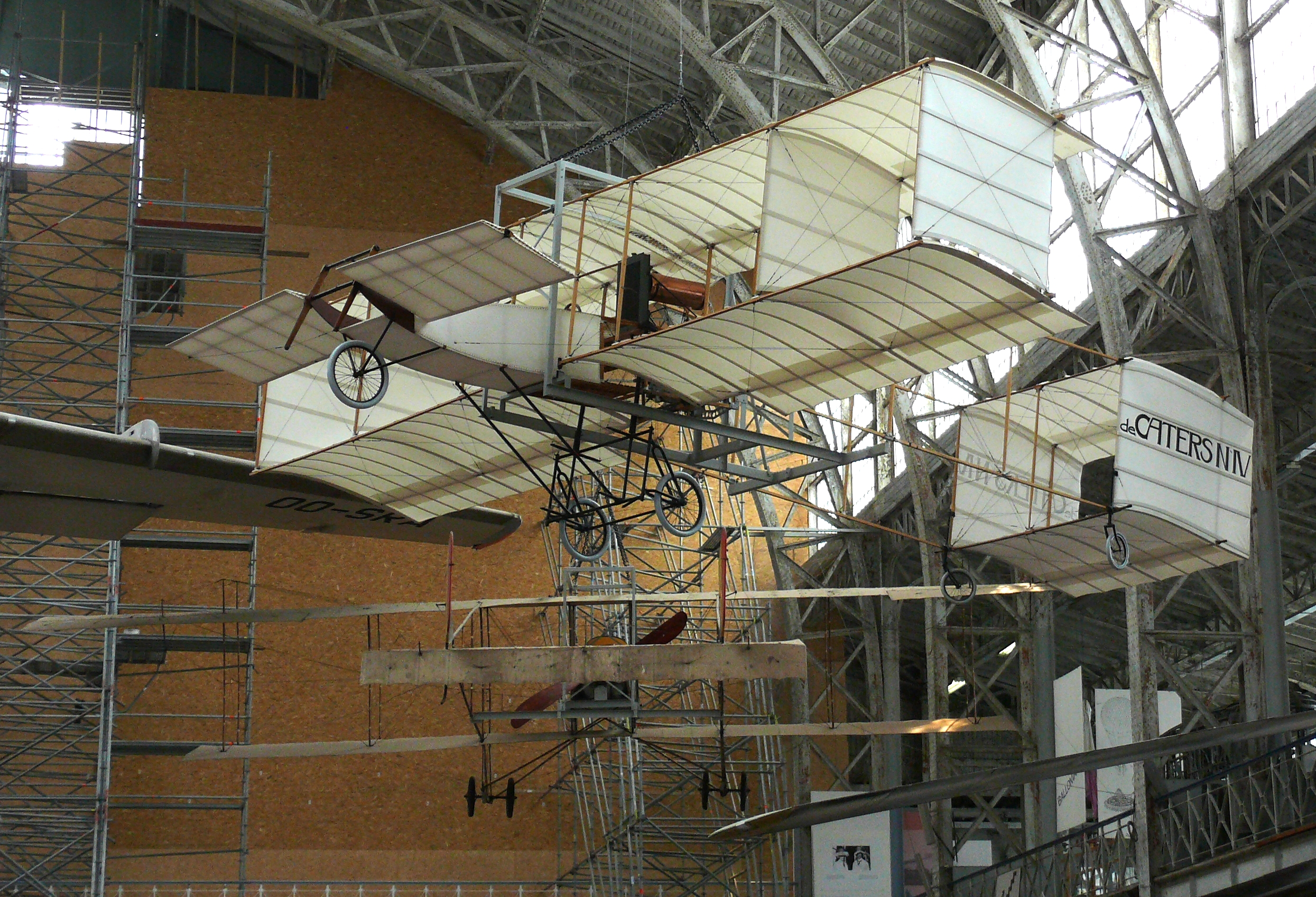
Replica in het Koninklijk Legermuseum van de Voisin de Caters IV

Nadat hij tijdens de Gentse vliegweek in 1908 de vliegdemonstratie van Henri Farman had gezien, besloot De Caters ook vlieglessen te nemen. Hij vertrok naar Issy-les-Moulineaux en maakte daar zijn eerste vlucht op 25 september 1908. Waarschijnlijk was hij hiermee de eerste Belg die een zwaarder-dan-luchtvliegtuig vloog, al kan het zijn dat Emile Allard hem voor was. In ieder geval was dit wel de eerste geslaagde vlucht in een driedekker, de door Ambroise Goupy ontworpen en door Voisin gebouwde No.1, uitgerust met een Antoinettemotor. De Caters kocht het vliegtuig en liet het uitrusten met een Belgische Viviniusmotor. Zijn eerste vlucht in zijn woonplaats Sint-Job-in-'t-Goor vond plaats op 25 oktober 1908. Dit was de eerste officiële vlucht van een Belg boven België. De Goupy stemde hem niet tevreden en hij kocht een Voisintweedekker.

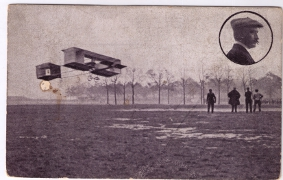
Voisin de Caters tijdens de Antwerpse Vliegweek 1909.

In 1909 nam zijn loopbaan een hoge vlucht. Hij liet op zijn landgoed een vliegveld aanleggen en begon de vliegschool Aviator, de eerste vliegschool van België. Op 8 maart 1909 werd hij vicepresident van de pas opgerichte vliegclub l'Aero-Club d'Anvers. Ook begon hij in Brugge een vliegtuigfabriek voor zijn "Aviators". Hij gaf aan de vlieglessen van de officieren van het leger te willen verzorgen, en bood zelfs aan om voor de eerste zes gegadigden de opleiding gratis te geven. De eerste officier behaalde dan ook bij de vliegschool van De Caters zijn brevet, dit was Baudouin Montens d'Oosterwijck op 28 september 1910. Generaal Hellebaut besloot echter dat de vliegschool van Jules de Laminne de verdere opleiding voor officieren voor zijn rekening mocht nemen. Zelfs toen De Caters in januari 1911 zijn Aviator no.2 aan koning Albert schonk, mocht dat niet baten. Koning Albert droeg het vliegtuig vervolgens over aan de Compagnie des Ouvriers et d'Aérostiers du Génie en zo werd dit het eerste vliegtuig van de Belgische Luchtmacht.
De Caters begon met het geven van vliegdemonstraties. Op 16 augustus 1909 vloog hij boven Duitsland, en op 3 september nam hij daar de eerste passagier mee. Van juli tot oktober volgde het ILA in Frankfurt am Main en de Vliegweek van Antwerpen, waar hij een gouden medaille won. Na deze vliegweek vertrok hij naar Polen en vloog ook daar als eerste persoon op 16 november. Op 3 december ontving hij het eerste officiële Belgische vliegbrevet, en maakt hij de eerste vlucht boven Istanboel (toenmalig Ottomaanse Rijk). Nog geen paar dagen later op 15 december 1909 maakte hij ook de eerste vlucht boven Egypte en daarmee boven het continent Afrika. Hij zou ook nog vliegen te Boedapest en Athene. In november 1910 vertrok hij, samen met mede Antwerpenaar Jules Tyck, naar India. Daar was hij eens niet de eerste – de Fransman Henri Péquet en de Engelsman Davies waren hem voor. Hij vloog daar op 20 december boven Calcutta, en diezelfde dag nogmaals maar dan met een passagier, mevrouw Sen Beil, de zus van de maharadja van Cooch Behar. Op 2 februari 1911 vlogen ze in Bangalore en van 16-18 februari in Secunderabad.
Na terugkomst ging het bergafwaarts met de financiën van de baron. Hij moest zijn vliegschool, zijn vliegtuigen, loodsen en personeel verkopen aan de firma Bollekens, die dankzij zijn ongeval tijdens de vliegweek in Antwerpen zelf vliegtuigen was gaan bouwen. Toen de Eerste Wereldoorlog uitbrak, gaf hij zich op als vrijwilliger. Samen met de andere vrijwilligers, onder wie Jules Tyck en Jan Olieslagers, vormde hij het Escadrille Monoplane, onder leiding van Henri Crombez. Baron de Caters verkreeg de rang van luitenant en stond van 1915 tot 1916 aan het hoofd van de militaire vliegschool te Étampes. In 1937 werd hij nog even gehuldigd bij de oprichting van Les Vielles Tiges. Daarna vertrok hij naar Parijs. Hier overleed hij in 1944 op 68-jarige leeftijd, in het bijzijn van zijn dochter; zijn vrouw kreeg geen toestemming van de Duitse bezetter om naar Parijs te reizen. De Caters ligt begraven in Flins-sur-Seine.